# 池田萌子
池田 萌子（いけだ もえこ、1993年6月27日- ）は、日本の女優である。秋田県秋田市出身。jungle所属。

## 略歴
秋田商業高校を経て中央大学卒業。高校時代からラジオなどメディア出演。高校時代には生徒会長も務めた。
2014年、マニンゲンプロジェクト『I was born.』にて初舞台、女優として活動を開始。
2015年に戸田彬弘作・演出の舞台『川辺市子のために』に出演。再演時にも同じ配役で抜擢され、その後、ぬいぐるみハンタープロデュース公演『野良な犬ほど夜光る』 などに出演。
大学卒業後、本格的に女優活動を開始。特撮ドラマ『ウルトラマンオーブ』ではゼットン星人扮する真渡子役を演じた。
女優としての所属は長らくフリーランスであったが、2018年7月よりjungle所属。

## 人物
- 好物は珈琲とインドカレーと読書[5]。
- 学生時代は剣道部[6]で剣道2段（県大会ベスト4、東北大会ベスト8）。また、150センチに満たない身長と童顔から幼い学生役が多い。

## 出演

### テレビ
- ウルトラマンオーブ（2016年8月6日[7]、テレビ東京） - ゼットン星人マドック、真渡子 役

- 銀と金 第9話（2017年3月4日放送、テレビ東京） - 看護師 役

### 映画
- ANAHIZA（アナヒザ)2016年5月14日、永島佑太郎監督） - 河北充子 役（6分の短編作品）。
- パーフェクトレボリューション(2017年9月29日、松本准平監督） - 記者 役
- THE LIMIT OF SLEEPING BEAUTY（2017年10月21日、二宮健監督） - 新人女優 役
- えのしまピエロ (2018年、今関あきよし監督） - 萌子 役(主演)[8]
- 鈴木家の嘘（2018年11月16日、野尻克⺒監督） - イヴちゃん 役
- 三宅島恐竜調査隊～記録映像二日目～（2018年12月20日）[9]
- MOOSIC LAB2019長編部門「ゆうなぎ」（2019年11月23日、常間地裕監督）
- エンボク（2020年7月3日、鈴木浩介監督）ミカ役[10][11]

### 舞台
- マニンゲンプロジェクト vol.7『I was born.』（2014年1月15日 - 19日、下北沢 小劇場楽園）
- アマヤドリ2014三部作「悪と自由」のシリーズvol.2『非常の階段』（2014年9月12日 - 21日、吉祥寺シアター）
- アマヤドリStudio Performance“雨天決行”season.4『海の夫人』『水』（2014年12月4日 - 7日 - シアター風姿花伝）
- 劇団フルタ丸『愛フォンブース』 （2014年10月29日 - 11月3日 - 下北沢「劇」小劇場
- チーズfilm『川辺市子のために』（2015年8月27 - 30日、2016年1月13日 - 17日、新宿サンモールスタジオ）
- 官能教育『エレンディラ』（2015年9月4日 - 5日、西麻布・新世界）[12]
- ぬいぐるみハンタープロデュース公演『野良な犬ほど夜光る』 （2015年9月30日 - 10月5日、下北沢駅前劇場）
- 第27班『10歳が僕達を見ている』（2016年4月15日 - 24日、アトリエヘリコプター）[13]
- OMEGA CRUE ARTISTS旗揚げ公演『 誰もいない場所 』（2016年6月22日 - 26日、上野ストアハウス）
- キ上の空論『15 Minutes Made Volume14「日々が黒くなるその前に…って」』（2016年8月10日 - 16日、花まる学習会王子小劇場）[14]
- フロアトポロジー『〻（踊り字）のメルヘン』（2016年10月5日 - 10日、東京・APOCシアター）- 肘傘伊織 役
- ナイスストーカー『量子的な彼女』（2016年11月19日 - 23日、東京・花まる学習会王子小劇場）[15][16]- モエコ 役
- ナイスストーカー『1999の恋人』（2017年5月4日 - 8日、下北沢駅前劇場）- モエコ 役
- フロアトポロジー『SUGAR WORKS』（2017年08月16日 - 23日、明石スタジオ）- 瑠衣 役
- フロアトポロジー『ファンタジアック』（2017年11月15日-19日、渋谷ギャラリールデコ5F）- 纏 役

### MV
- あーた「各駅停車」（花とポップス、2015年10月29日）
- 無礼メン「人権night」（2015年12月15日） - あの子役[17]

### CM
- 宝くじ「テレビショッピング（新春運だめしくじ）」篇（2017年1月18日- 、みずほ銀行）
- あなぶきグループ「あなぶきにしてよかった」編（2018年）
- 共立メンテナンス「よい朝のために」編（2019年）
- エビオス錠パウチ「エビオスの精」編（2019年、アサヒ食品) - エビオスの精役[18]

### イベント
- アンポンミュージックショウ（2015年10月16日、11月10日、赤坂ふらっとん・カンティーナ）- ギター弾き語り